# يوليوس شميد

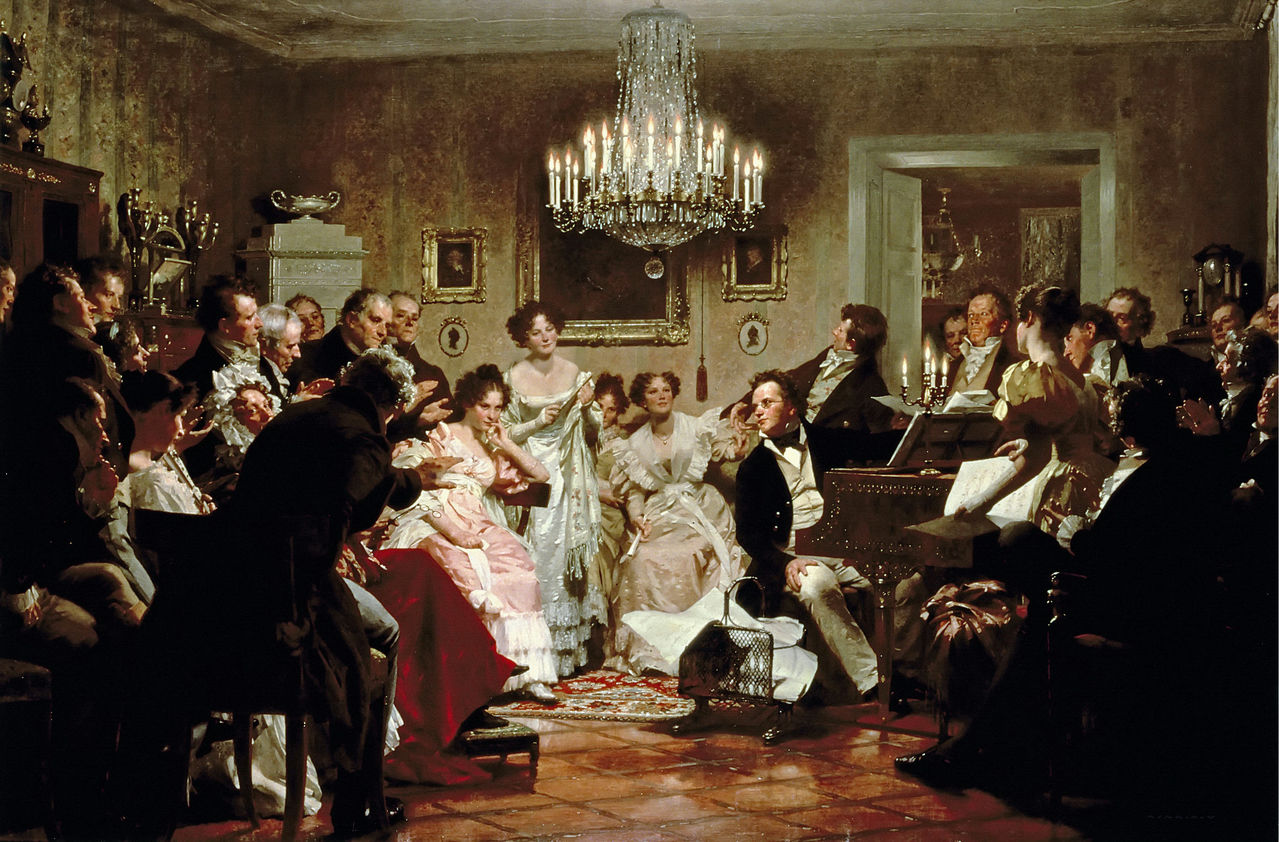
لوحة Schubertiade.

يوليوس شميد (بالألمانية: Julius Schmid) (1854–1935) هوَ رسّام نمساوي اشتُهِرَ برسم لوحة Schubertiade التي تُظهر الموسيقي المعروف فرانز شوبرت مع مجموعة من الناس.

## حياته
ولد شميد في فيينا ودرس في أكاديمية الفنون الجميلة المحلية لسبع سنوات. وقد فاز بجائزة روما عام 1878 التي سمحت له بالدراسة هناك لمدة عامَين، بعدها قرّر السفر حول إيطاليا لتحسين وتطوير مهنته. وقد درس شميد لفترة من الزمن على يد هانز ماكارت وهو الأستاذ الذي درّس العديد من الفنّانين المشاهير من أمثال غوستاف كليمت.